# Hermes de Andros
Hermes de Andros (en griego: Ερμής της Άνδρου) es una gran escultura romana de mármol del dios griego Hermes, dios del comercio y los mensajeros, desenterrada en la isla egea de Andros, Grecia. La escultura se descubrió en 1832, solo dos años después de la independencia de Grecia del Imperio otomano, y se expuso originalmente en el Museo Arqueológico Nacional de Atenas. Hoy se encuentra en el Museo Arqueológico de Andros.

## Historia
La estatua fue descubierta en 1832 por un hombre llamado Demetrios Loukrezis excavando en un terreno de su propiedad en el emplazamiento de la antigua ágora de Andros, junto a una segunda estatua que representaba a una mujer ricamente vestida (sin cabeza). Al año siguiente, Spyrídon Trikoúpis anunció el descubrimiento de las de las estatuas en la revista arqueológica Bullettino dell'Instituto di Corrispondenza Archeologica. Durante su visita a Andros en 1841, el rey Otón I de Grecia ordenó el traslado de la estatua al recién creado Museo Nacional (entonces ubicado en el Templo de Hefesto, tras pagar a Loukrezis una cantidad de dinero.
Cerca del lugar donde se hallaron la estatua de Hermes y la mujer había un santuario, probablemente de culto a los héroes, donde se encontró una inscripción honorífica que mencionaba a Egnacia Maximila y Publio Gleitio Galo, benefactores de la ciudad durante el reinado del emperador Nerón (hacia el 65 d. C.), lo que hizo que las dos esculturas se asociaran con ellos. Aunque la fecha coincidía aproximadamente con el año de realización de la escultura femenina (que es del tipo Mujer de Herculano), Hermes de Andros resultó ser, sin embargo, una obra más antigua. Se argumentó entonces que la estatua de Hermes fue reutilizada junto con la estatua femenina, lo que era habitual en el uso de las estatuas de Hermes.
Finalmente, en 1981 la estatua fue devuelta a Andros, donde se exhibe desde entonces en el museo arqueológico de la isla.

## Descripción

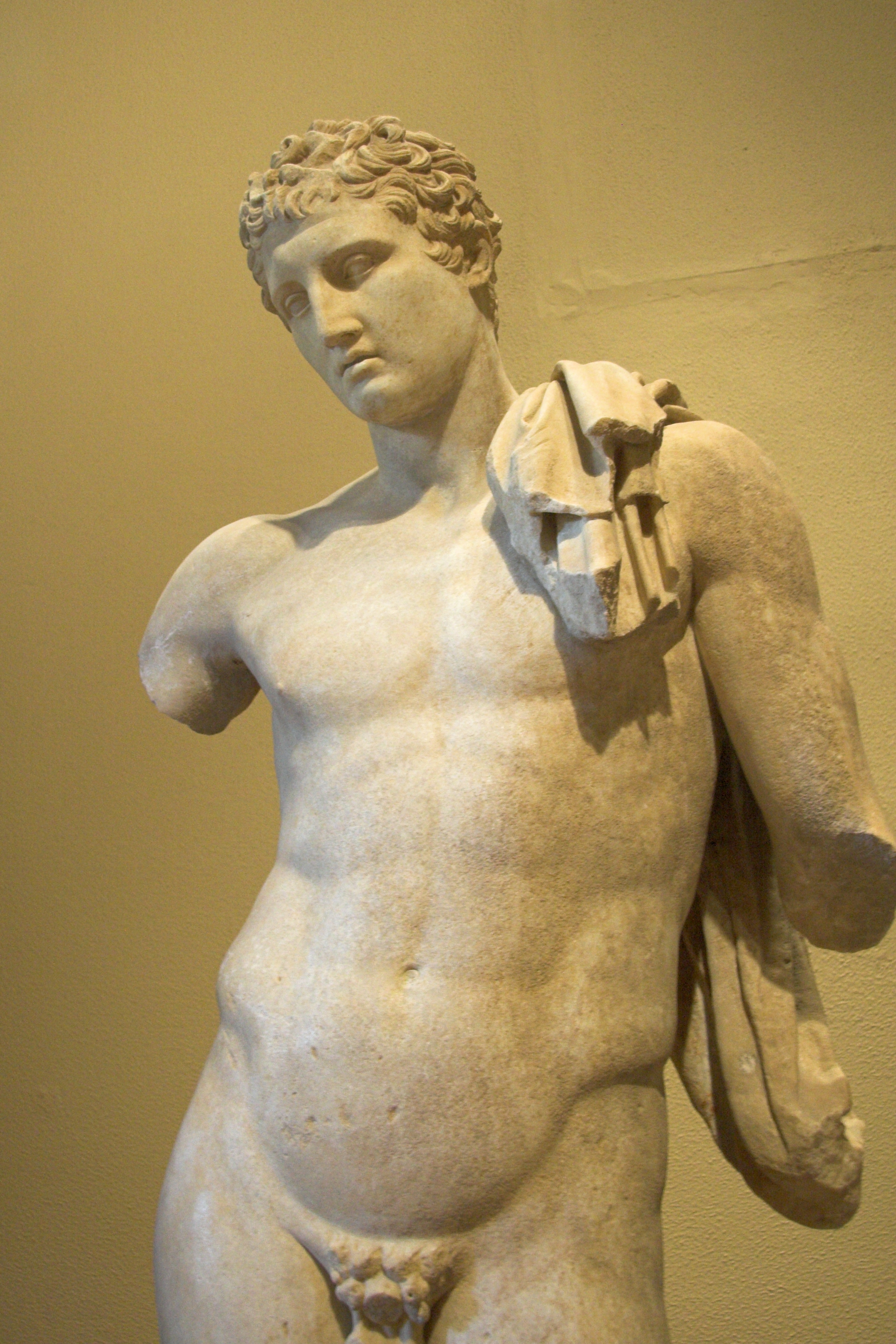
Primer plano del torso y la cabeza.

Con dos metros y diecinueve centímetros de altura, esta estatua de mármol de Paross es de tamaño natural y se considera de gran valor artístico.
La estatua, creada en torno al siglo I a. C. ,o d. C., fue una de las muchas copias del original. Se creía que esa estatua original era de tipo lisipiano, pero su escultor pertenecía a la escuela de Praxíteles, como demuestra la comparación con Hermes con el niño Dioniso; así pues, se realizó en torno al año 360 a. C. La estatua se encontró sin brazos y sin piernas por debajo de las rodillas (que fueron restauradas posteriormente). El joven dios está desnudo, con la clámide apoyada en el hombro izquierdo y cayéndole por la espalda. Apoya su peso en la pierna derecha, mientras que la izquierda está ligeramente flexionada. A su derecha hay un soporte en forma de tronco de árbol, alrededor del cual se enrosca una gran serpiente. La cabeza de Hermes está inclinada hacia la derecha. Esta escultura de Andros pertenece al tipo estatuario "Farnesio" y es uno de los ejemplos mejor conservados.
La comparación con otras copias existentes, en particular la expuesta en el Museo Británico, puede darnos una idea clara de cómo eran las partes que faltaban: el resto de su mano derecha (por debajo del codo) descansaba sobre la cadera del dios, mientras que la clámide que faltaba envolvía el brazo izquierdo ligeramente doblado y caía libremente junto a él. Hermes sostendría también un caduceo, el famoso símbolo del dios, y llevaría sandalias aladas (en Hermes de Andros, los pies fueron restaurados sin sandalias).
La artesanía y la armonía de esta estatua han sido muy elogiadas, como una de las mejores estatuas que se conservan en Grecia. Se ha dicho que posee toda la naturalidad, delicadeza y gracia que le falta a la estatua similar a Hermes de Atalantes, que no es praxitélico, sino que tiene características lisipeanas, y está hecho de mármol pentélico.